# Кулик Олександр Михайлович
Олександр Михайлович Кулик (нар. 26 січня 1958 — † 22 жовтня 2023) — український політик, державний і громадський діяч. Голова Святошинської районної в місті Києві держадміністрації (з квітня до серпня 2014); голова Київської міської організації Всеукраїнського товариства «Просвіта» (грудень 2002 — травень 2004).

## Біографічні відомості
Народився 26 січня 1958 (Чернігівська область); українець; одружений; має сина, дочку та чотирьох онуків.
Освіта: Київський політехнічний інститут, інженер-системотехнік; Інститут державного управління і самоврядування при Кабінеті Міністрів України. Кандидат наук з державного управління (2011).
1977–1980 — служба на Північному флоті.
1980–1991 — від регулювальника радіоапаратури до бригадира комплексної бригади з обслуговування обчислювальної техніки ВО «Електронмаш».
1990–1991 — заступник голови постійної комісії з національних і мовних питань Київської міськради народних депутатів.
1992–1996 — в Управлінні міжнародного співробітництва Міністерства освіти України.
Потім — начальник Головного управління у справах сім'ї та молоді Київської міськдержадміністрації; завідувач відділу у справах сім'ї та молоді департаменту соціальної політики Головної служби соціально-економічного розвитку, заступник керівника Контрольної служби Секретаріату Президента України.
Депутат Київської міськради (1990–2006).
Член Руху (з 1989), створив осередок Українського Народного РУХу (УНР), УНП.
Заслужений працівник освіти України (травень 2004).
Державний службовець 4-го рангу (січень 2008), 3-го рангу (вересень 2009).